# Idaea affinitata
Idaea affinitata är en fjärilsart som beskrevs av Bang-haas 1907. Idaea affinitata ingår i släktet Idaea och familjen mätare. Inga underarter finns listade i Catalogue of Life.